# Henrik Kampmann
Henrik Kampmann, född 6 maj 1750 och död 4 april 1828. Präst i danska Farum. Psalmförfattare representerad i Psalmebog for Kirke og Hjem och psalmboksutgivare.

## Psalmer
- Gud har fra evighed givet sin Søn os til Herre diktad 1791-94. Bearbetad 1798.
- Jeg kender ham, hvem jeg har overgivet diktad 1798.